# Acquachiara ATI 2000
L'Associazione Sportiva Acquachiara ATI 2000 è una società di nuoto e pallanuoto con sede a Napoli. Dal settembre 2012 Chiara Porzio è il presidente della società.

## Storia
L'Acquachiara è stata fondata nel 1998 e ha disputato il suo primo campionato di Serie A2, girone Sud, nella stagione 2006-2007. Nel 2010-2011 ha concluso in testa alla classifica la regular season e ha conquistato in seguito la sua prima promozione in A1, in seguito all'affermazione nella finale dei play-off contro il Torino '81.
Nella stagione 2013-2014 ha partecipato per la prima volta alla LEN Champions League, mentre nella successiva stagione 2014-2015 la squadra ha raggiunto la finale di LEN Euro Cup, perdendo nel derby tutto campano contro il CN Posillipo.

## Rosa maschile 2024-2025
| N° |                       | Ruolo | Giocatore        |
| -- | --------------------- | ----- | ---------------- |
| 1  | Italia (bandiera)     | P     | Davide Chianese  |
| 2  | Italia (bandiera)     | D     | Davide Cielo     |
| 3  | Italia (bandiera)     | CV    | Mattia Fortunato |
| 4  | Montenegro (bandiera) | CB    | Meldin Hadzic    |
| 5  | Italia (bandiera)     | D     | Andrea Di Maro   |
| 6  | Italia (bandiera)     | M     | Michele Panico   |
| 7  | Italia (bandiera)     | M     | Paolo Nazzaro    |
| 8  | Italia (bandiera)     | A     | Pasquale Porzio  |
| 9  | Italia (bandiera)     | A     | Matteo De Florio |

| N° |                    | Ruolo | Giocatore           |
| -- | ------------------ | ----- | ------------------- |
| 10 | Italia (bandiera)  | A     | Daniele De Gregorio |
| 11 | Italia (bandiera)  | CB    | Simone Pratali      |
| 12 | Italia (bandiera)  | D     | Italo Postiglione   |
| 13 | Italia (bandiera)  | P     | Roberto Longo       |
| 14 | Italia (bandiera)  | D     | Davide Varavallo    |
|    | Italia (bandiera)  | A     | Davide Rocchino     |
|    | Italia (bandiera)  | CV    | Cristian Portinaio  |
|    | Brasile (bandiera) | CB    | Angelo Cassaniti    |

### Organigramma
- Presidente:  Chiara Porzio
- Presidente onorario:  Franco Porzio
- Allenatore:  Franco Porzio
- Vice-allenatore: Ciro Alvino
- Direttore sportivo:  Gianluca Leo
- Team manager:  Alfonso Richiello
- Preparatore atletico:  Antonio Fortunato
- Addetto stampa:  Andrea Addezio

## Rosa femminile 2020-2021
| N° |                   | Ruolo | Giocatore          |
| -- | ----------------- | ----- | ------------------ |
|    | Italia (bandiera) | P     | Miriam D'Antonio   |
|    | Italia (bandiera) | P     | Anna Iaccarino     |
|    | Italia (bandiera) | D     | Fiorella Savino    |
|    | Italia (bandiera) | D     | Camilla Sgrò       |
|    | Italia (bandiera) | CV    | Antonia Migliaccio |
|    | Italia (bandiera) | CV    | Anna Iavarone      |
|    | Italia (bandiera) | CV    | Adele Esposito     |
|    | Italia (bandiera) | CV    | Gerardina Toraldo  |

| N° |                   | Ruolo | Giocatore         |
| -- | ----------------- | ----- | ----------------- |
|    | Italia (bandiera) | A     | Marzia Maglitto   |
|    | Italia (bandiera) | A     | Roberta Tortora   |
|    | Italia (bandiera) | A     | Chiara Vitiello   |
|    | Italia (bandiera) | A     | Martina Mazzola   |
|    | Italia (bandiera) | A     | Fabiana Anastasio |
|    | Italia (bandiera) | CB    | Anna De Magistris |
|    | Italia (bandiera) | CB    | Eliana Acampora   |

| Allenatrice: | Barbara Damiani |

## Palmarès

### Competizioni giovanili
- Campionato italiano femminile U-15: 1

2013